# Santiago de Cao (distrito)
Santiago de Cao é um distrito do Peru, departamento de La Libertad, localizada na província de Ascope.

## Transporte
O distrito de Santiago de Cao é servido pela seguinte rodovia:
- LI-103, que liga o distrito à cidade de Chicama
- LI-102, que liga o distrito à cidade de Chocope
- LI-104, que liga o distrito à cidade de Huanchaco [1][2][3]